# Henryk Greniewski

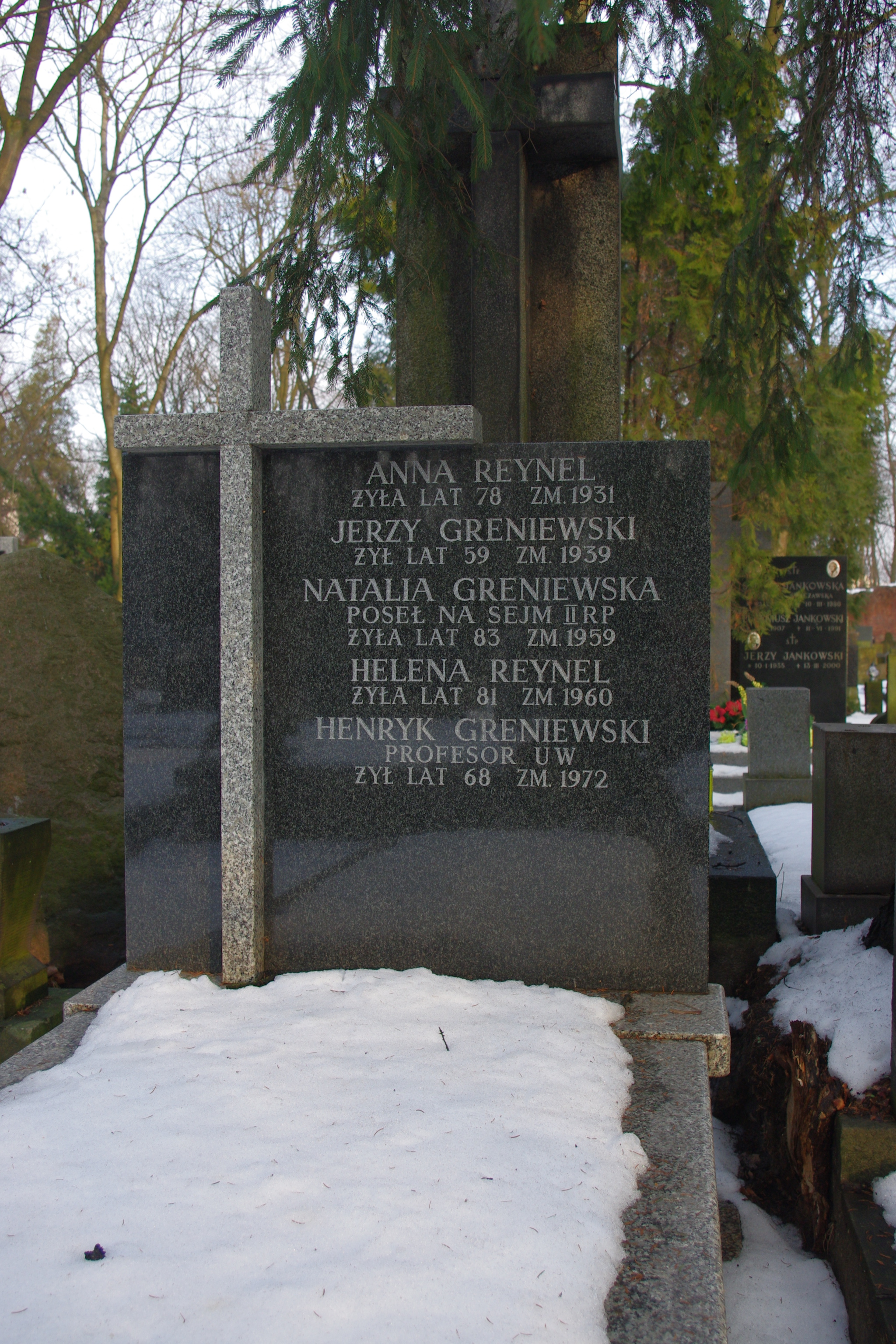
Grób Natalii Greniewskiej (1883–1959) – posłanki na sejm III kadencji II RP z listy BBWR oraz jej syna prof. Henryka Greniewskiego na cmentarzu Powązkowskim w Warszawie (kwatera 198-4-6)

Henryk Greniewski (ur. 11 października 1903 w Warszawie, zm. 23 kwietnia 1972 w Pekinie) – polski matematyk, logik i informatyk (sam siebie określał mianem cybernetyk). Uczeń prof. Leona Chwistka (1884–1944).

## Życiorys
Od 1948 kierownik Grupy Aparatów Matematycznych – pierwszej polskiej placówki naukowej, zajmującej się komputerami w Państwowym Instytucie Matematycznym (od 1952 roku IM PAN). Był również profesorem Państwowej Wyższej Szkoły Pedagogicznej (1951–1958). W latach 1958–1968 profesor Uniwersytetu Warszawskiego, gdzie kierował Katedrą Ekonometrii. 
W latach 1958–1961, popularyzując cybernetykę, prowadził seminaria z jej podstaw w Zakładzie Cybernetyki przy Instytucie Filozofii i Socjologii PAN. Inicjator powstania w maju 1962 roku Polskiego Towarzystwa Cybernetycznego i jego I sekretarz. W ramach cybernetyki stworzył m.in. teorię układów względnie odosobnionych. W 1965 otrzymał Nagrodę „Problemów” za osiągnięcia w dziedzinie popularyzowania nauki.
Wychowawca kilku pokoleń informatyków i inżynierów. Został pochowany na cmentarzu Powązkowskim w Warszawie (kwatera 198 rząd 4 grób 6). 
Należał do Polskiej Zjednoczonej Partii Robotniczej.
Jego matką była poetka i posłanka  Natalia Greniewska.

## Ważniejsze publikacje
- Elementy logiki formalnej, (1955).
- Elementy logiki indukcji, (1955).
- Elementy cybernetyki sposobem niematematycznym wyłożone, PWN, Warszawa 1959.
- Greniewski H., Kempisty M., Cybernetyka z lotu ptaka. Wyd. KiW, Warszawa 1959.
- Greniewski H., Kempisty M., Cybernetyka z lotu ptaka. Wyd. 2 zm. i rozsz., KiW, Warszawa 1963.
- Cybernetyka niematematyczna, PWN, Warszawa 1969.
- Cybernetyka niematematyczna. Wykresy, PWN, Warszawa 1969.
- Sprawy wszystkie i jeszcze inne. O logice i cybernetyce. KiW, Warszawa 1970.

Publikacje o Henryku Greniewskim:
* Prof. Henryk Greniewski, "Gazeta Wyborcza", nr 235 (7964) z 8 października 2013, s. 7.